# PackageKit
PackageKit је пакет софтверских апликација дизајниран да обезбеди висок ниво интерфејса за различите системе управљања пакетом. PackageKit је креирао Ричард Хјуз.
Пакет је више платформски, а првенствено је намењен Linux дистрибуцијама који следе стандарде постављене од стране freedesktop.org групе. Користи софтверске библиотеке обезбеђене од стране D-Bus и PolicyKit пројекта за руковање међупроцесне комуникације.

## Историја
PackageKit је креирао Ричард Хјуз и први пут предложио на блогу 2007. године, а данас се развија од стране малог тима програмера. Fedora 9 је први оперативни систем који је користио PackageKit као подразумевани интерфејс за yum. PackageKit је претрпео многе исправке у Fedora 10 и Fedora 11 верзији.